# Liste der Biografien/Loy
Liste der Biografien |
Portal Biografien |
Personensuche
# |
A |
B |
C |
D |
E |
F |
G |
H |
I |
J |
K |
L |
M |
N |
O |
P |
Q |
R |
S |
T |
U |
V |
W |
X |
Y |
Z |
?
 
La |
Lb |
Lc |
Le |
Lg |
Lh |
Li |
Lj |
Ll |
Lm |
Lo |
Lp |
Lt |
Lu |
Lv |
Lw |
Lx |
Ly |
Lz
 
Loa |
Lob |
Loc |
Lod |
Loe |
Lof |
Log |
Loh |
Loi |
Loj |
Lok |
Lol |
Lom |
Lon |
Loo |
Lop |
Loq |
Lor |
Los |
Lot |
Lou |
Lov |
Low |
Loy |
Loz
Die Liste der Biografien führt alle Personen auf, die in der deutschsprachigen Wikipedia einen Artikel haben. Dieses ist eine Teilliste mit 64 Einträgen von Personen, deren Namen mit den Buchstaben „Loy“ beginnt.

## Loy
- Loy Chong, Peter (* 1961), fidschianischer Geistlicher, Erzbischof von Suva
- Loy, Christof (* 1962), deutscher Regisseur
- Loy, David (* 1947), US-amerikanischer Autor und zugelassener Lehrer der Sanbo Kyodan Tradition des japanischen Zen-Buddhismus
- Loy, Egon (* 1931), deutscher Fußballtorhüter
- Loy, Elsa (* 1985), deutsche Schauspielerin und Regisseurin
- Loy, Fanny (* 1917), argentinische Schauspielerin, Tänzerin und Sängerin
- Loy, Horst (1914–1979), deutscher Architekt
- Loy, James (* 1942), US-amerikanischer Admiral der US Coast Guard, Politiker und Wirtschaftsmanager
- Loy, Julien (* 1976), französischer Triathlet
- Loy, Karl (* 1934), deutscher Radrennfahrer
- Loy, Max (1913–1977), deutscher Chorleiter, Dirigent und Komponist
- Loy, Mina (1882–1966), US-amerikanische Künstlerin, Dichterin, Futuristin, Schauspielerin und Lampendesignerin
- Loy, Mino (* 1933), italienischer Filmproduzent und -regisseur
- Loy, Myrna (1905–1993), US-amerikanische SchauspielerinMyrna Loy (1905–1993)

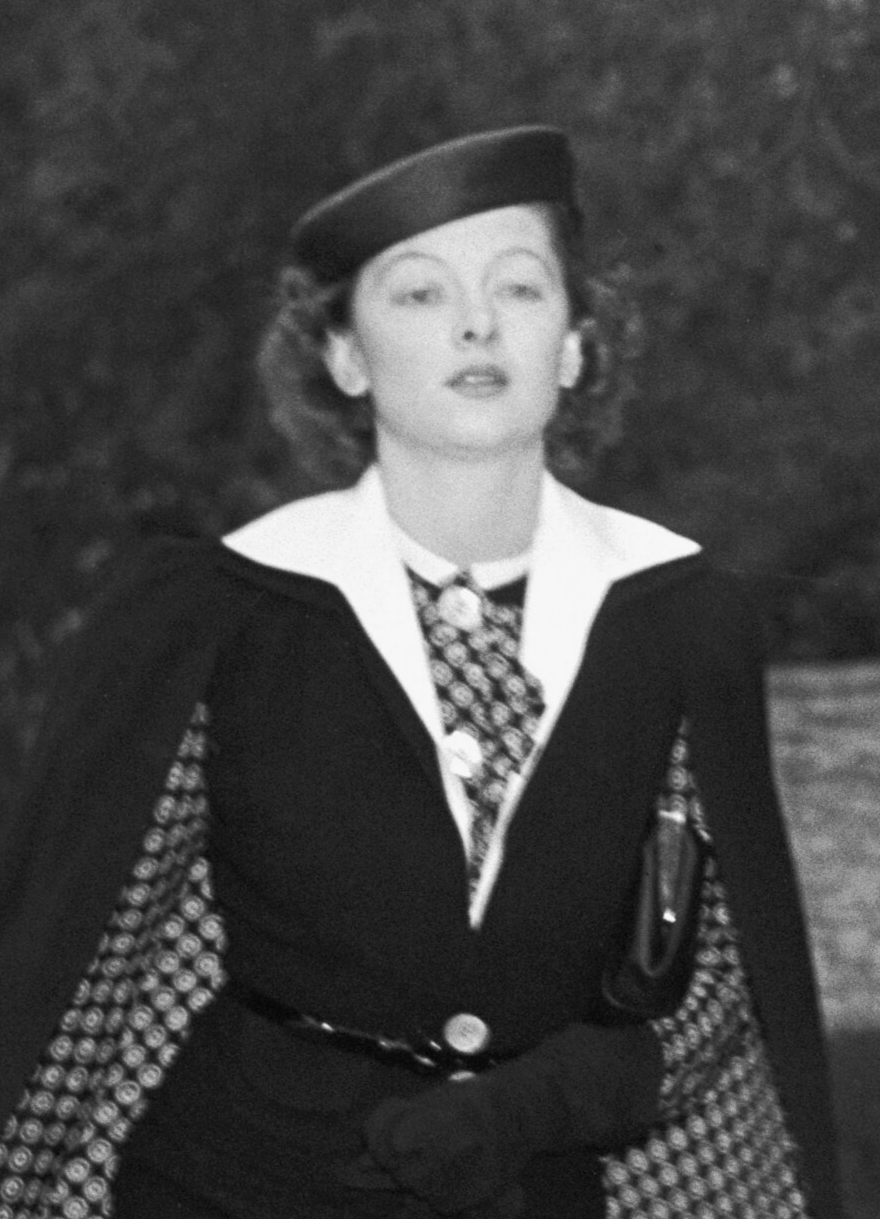
Myrna Loy (1905–1993)

- Loy, Nanni (1925–1995), italienischer Filmregisseur
- Loy, Rory (* 1988), schottischer Fußballspieler
- Loy, Rosa (* 1958), deutsche Malerin
- Loy, Rosetta (1931–2022), italienische Schriftstellerin

### Loya
- Loya, Joseph (* 1942), israelischer Biologe
- Loya, Oscar (* 1979), US-amerikanischer Musicaldarsteller und SängerOscar Loya (* 1979)

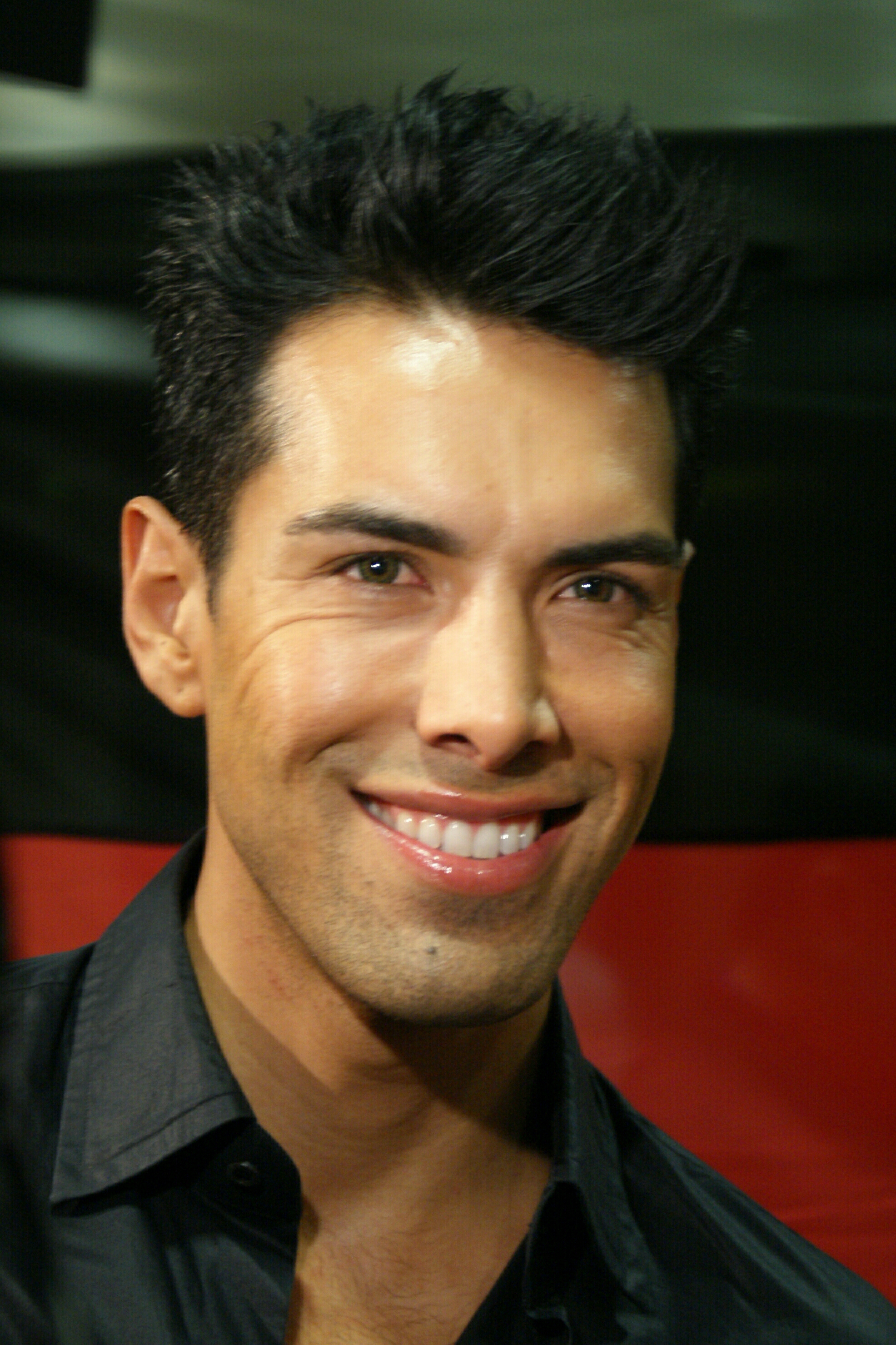
Oscar Loya (* 1979)

- Loyacano, Arnold (1889–1962), US-amerikanischer Jazz-Bassist und Pianist des New Orleans Jazz und Chicago Jazz
- Loyakommo, Schweizer Basketballspielerin
- Loyall, George (1789–1868), US-amerikanischer Politiker

### Loyd
- Loyd, Alexander (1805–1872), US-amerikanischer Politiker
- Loyd, Casey (* 1989), US-amerikanische Fußballspielerin
- Loyd, Charles (1891–1973), britischer General
- Loyd, Jewell (* 1993), US-amerikanische Basketballspielerin
- Loyd, Otis (1950–2022), US-amerikanischer Basketballspieler und -trainer
- Loyd, Samuel (1841–1911), US-amerikanischer Schachkomponist, Spiele-Erfinder und Rätselspezialist
- Loyda, Siegfried (1921–2008), deutscher Schauspieler und Veranstaltungsmoderator
- Loyden, Jillian (* 1985), US-amerikanische Fußballtorhüterin

### Loye
- Loye, Fritz zur (1888–1981), deutscher Politiker (NSDAP), MdR
- Løye, Hanne (* 1932), dänische Schauspielerin
- Loye, Pierre (* 1945), Schweizer Maler und Bildhauer
- Loyer, Emmanuelle (* 1968), französische Historikerin
- Loyer, Roger (1907–1988), französischer Autorennfahrer
- Loyero, Francesco Maria (1676–1736), italienischer Geistlicher, römisch-katholischer Bischof von Umbriatico und Nicastro

### Loyg
- Loygorri, Benito (1885–1976), spanischer Ingenieur, Pilot und Pionier der spanischen Luftfahrtgeschichte

### Loyk
- Łoyko, Feliks Franciszek (1716–1779), polnischer Schriftsteller und Politiker

### Loyn
- Loynaz, Dulce María (1903–1997), kubanische Dichterin
- Loyns, Lynn (* 1981), kanadischer Eishockeyspieler

### Loyo
- Loyo Mayo, Joaquín (1945–2014), mexikanischer Tennisspieler
- Loyo, Caroline, französische Schulreiterin
- Loyola Stein, André (* 1994), brasilianischer Beachvolleyballspieler
- Loyola, Felipe (* 2000), chilenischer Fußballspieler
- Loyola, Mariana (* 1975), chilenische Schauspielerin
- Loyola, Martín Ignacio de († 1606), spanischer Franziskaner, Missionar und Bischof
- Loyola, Nelson (* 1968), kubanischer Fechter
- Loyola, Nilson (* 1994), peruanischer Fußballspieler
- Loyola, Roberto (1937–2000), italienischer Maler, Filmproduzent und -regisseur
- Loyola, Víctor (* 1981), chilenischer Fußballspieler

### Loyp
- Loyp, Josef (1801–1877), österreichischer Orgelbauer

### Loyr
- Loyrette, Henri (* 1952), französischer Kunsthistoriker

### Loys
- Loys, Margaretha (1610–1686), Äbtissin von Lichtenthal
- Loysch, Roger (* 1948), belgischer Radrennfahrer
- Loysch, Roger (* 1951), belgischer Radrennfahrer
- Loyson, Hyacinthe (1827–1912), französischer katholischer Geistlicher und Begründer der Église française gallicane

### Loyt
- Löytömäki, Leena (* 1977), finnische Badmintonspielerin
- Loytved, Helge (* 1948), deutscher Jurist, Richter am Bundessozialgericht
- Löytved-Hardegg, Julius (1874–1917), deutscher Diplomat
- Loytved-Hardegg, Mara (* 1942), deutsche Malerin
- Löytved-Hardegg, Rudolf (1905–2003), deutscher Offizier

### Loyw
- Loywapet, Ecler (* 1985), kenianische Marathonläuferin

### Loyz
- Loyzeau de Grandmaison, Louis (1861–1915), französischer General und Militärtheoretiker